# Sunshine Superman
| 전문가 평가                   | 전문가 평가 |
| 평가 점수                     | 평가 점수   |
| 출처                          | 점수        |
| ----------------------------- | ----------- |
| AllMusic                      | [ 1 ]       |
| Encyclopedia of Popular Music | [ 2 ]       |
| The Independent               | [ 3 ]       |
| MusicHound                    | 3/5         |
| The Rolling Stone Album Guide | [ 2 ]       |

《Sunshine Superman》은 스코틀랜드의 싱어송라이터 도노반으로부터 세 번째 스튜디오 음반이다. 이 음반은 1966년 8월 26일에 미국에서 발매되었지만, 계약상의 분쟁 때문에 영국에서 발매되지 않았다. 1967년 6월, 《Sunshine Superman》과 《Mellow Yellow》 음반의 편집이 영국에서 《Sunshine Superman》으로 발매되었다. 《Sunshine Superman》은 1966년 7월에 미국에서 발매된 도노반의 히트곡의 이름을 따서 명명되었다. 《Sunshine Superman》과 《Mellow Yellow》의 트랙은 〈Season of the Witch〉를 제외하고 영국 EMI가 발행한 2011년 2CD 디럭스 에디션까지 스테레오에 혼합되지 않았다.
2017년에 《Sunshine Superman》은 피치포크가 선정한 1960년대의 가장 위대한 음반 199위에 올랐다.

## 배경
여전히 포크 음악을 통합하고 있는 동안, 이 녹음들은 도노반의 음악에 뚜렷한 변화를 나타내며, 최초로 발매된 사이키델리아 중 일부를 나타낸다. 많은 록 밴드가 도노반을 많은 곡에 백업하고, 악기는 확장되어 시타르와 다른 독특한 악기를 광범위하게 사용한 최초의 팝 음반 중 하나가 되었다. 이러한 변화는 부분적으로 프로듀서 미키 모스트와 작업한 결과인데, 그의 팝 감성은 당시 많은 다른 아티스트들의 차트 히트곡으로 이어졌다.

## 곡 목록
모든 곡들은 도노반에 의해 작사/작곡하였다.
| #  | 제목                             | 재생 시간 |
| -- | -------------------------------- | --------- |
| 1. | 〈Sunshine Superman〉            | 3:15      |
| 2. | 〈Legend of a Girl Child Linda〉 | 6:50      |
| 3. | 〈Three King Fishers〉           | 3:16      |
| 4. | 〈Ferris Wheel〉                 | 4:12      |
| 5. | 〈Bert's Blues〉                 | 3:56      |

| #   | 제목                    | 재생 시간 |
| --- | ----------------------- | --------- |
| 6.  | 〈Season of the Witch〉 | 4:56      |
| 7.  | 〈The Trip〉            | 4:34      |
| 8.  | 〈Guinevere〉           | 3:41      |
| 9.  | 〈The Fat Angel〉       | 4:11      |
| 10. | 〈Celeste〉             | 4:08      |